# Хуанган
Хуанган е град в провинция Хубей, Източноцентрален Китай. Разположен е на най-голямата китайска река Яндзъ в източната част на провинцията си. Населението му в градската част е 296 860 жители, а по-голямата административна единица, включваща и града, е с население от 6 162 069 жители (2010 г.). Намира се в часова зона UTC+8. На север граничи с планинска верига. Градът има поне 2000-годишна история. Разполага с жп транспорт.